# 돌돔속
돌돔속(Oplegnathus)은 검정우럭목에 속하는 물고기 속의 하나이다. 이전에는 농어목으로 분류했다. 돌돔과(Oplegnathidae)의 유일속이다. 가장 큰 종(Oplegnathus conwayi)의 몸길이는 약 90cm에 달한다. 인도양과 태평양에서 발견된다. 돌돔과 강담돔 등을 포함하고 있다.

## 하위 종
- Oplegnathus conwayi J. Richardson, 1840, 1840
- 돌돔 (Oplegnathus fasciatus) (Temminck & Schlegel, 1844)
- Oplegnathus insignis (Kner, 1867)
- Oplegnathus peaolopesi J. L. B. Smith, 1947
- 강담돔 (Oplegnathus punctatus) (Temminck & Schlegel, 1844)
- Oplegnathus robinsoni Regan, 1916
- Oplegnathus woodwardi Waite, 1900